# Sergei Iwanowitsch Moschtschenko
Sergei Iwanowitsch Moschtschenko (russisch Сергей Иванович Мощенко; * 12. Januar 1954 in Krjokschino, Oblast Moskau, Sowjetunion) ist ein ehemaliger russischer Kosmonaut. Im Juni 2009 verließ Moschtschenko das Kosmonautenkorps. ohne einen Raumflug absolviert zu haben.

## Studium
Nach dem Schulabschluss 1971 wollte Moschtschenko eine Pilotenausbildung an der Flugschule in Charkiw beginnen, scheiterte jedoch an einer Gesundheitsprüfung. Von Januar 1972 bis März 1973 arbeitete er als Mechaniker und absolvierte ein Abendstudium am Moskauer Staatlichen Luftfahrtinstitut. Von Mai 1973 bis Mai 1975 leistete er seinen Wehrdienst als Fallschirmjäger in der Sowjetarmee ab und kehrte anschließend zu Beruf und Abendstudium zurück. Ab September 1976 war er Vollzeitstudent und arbeitete unter anderem an der Entwicklung von Tiefseefotoapparaten.

## Tätigkeit als Ingenieur
Mit einem Diplom als Maschinenbauingenieur ging Moschtschenko im August 1980 zum sowjetischen Raumfahrtunternehmen KB Saljut (ab 1988 GKNPZ Chrunitschew), bei dem er an der Konstruktion und der Flugvorbereitung der Raumstationen Saljut 7 und Mir beteiligt war. Er hält mehrere Patente für Erfindungen.

## Tätigkeit als Kosmonaut
Schon ab den späten 1980er Jahren gab es bei Chrunitschew Bestrebungen, Ingenieure zu Kosmonauten ausbilden zu lassen, wie das bei den Konstruktionsbüros NPO Energija (früher OKB-1) und NPO Maschinostrojenija (früher OKB-52) schon der Fall war. Moschtschenko wurde zwar als Kandidat des GKNPZ ausgewählt, dann aber nicht zur Kosmonautenausbildung zugelassen. Dennoch wurde er jährlich medizinisch untersucht. 
Schließlich wurde Moschtschenko im Jahre 1997 zur Ausbildung zugelassen. Obwohl er Zivilist war, wurde er der Ausbildungsgruppe der Luftwaffenpiloten zugeteilt. Die Grundausbildung erfolgte von Januar 1998 bis November 1999 im Juri-Gagarin-Kosmonautentrainingszentrum. Ab Februar 2000 befand sich Moschtschenko im Training für einen Langzeitaufenthalt an Bord der Internationalen Raumstation, zeitweise am Lyndon B. Johnson Space Center in Houston. Moschtschenko wurde als Bordingenieur für die ISS-Expedition 7 nominiert. Zusammen mit Juri Malentschenko und Edward Tsang Lu sollte er 2003 mit dem Space Shuttle zur ISS fliegen. Im Dezember 2002 wurde Moschtschenko jedoch ohne Angaben von Gründen durch Alexander Kaleri ersetzt.
Innerhalb von GKNPZ Chrunitschew sollte Moschtschenko einige Ingenieure zur Kosmonautenausbildung führen, doch keiner der Bewerber bestand die Gesundheitsprüfung für die Kosmonautengruppe von 2003 Moschtschenko blieb der einzige Kosmonaut von GKNPZ Chrunitschew.
Im Juni 2009 verließ Moschtschenko das Kosmonautenkorps.